# Kilo Meter VI
Kilo Meter VI is een bestuurslaag in het regentschap Aceh Utara van de provincie Atjeh, Indonesië. Kilo Meter VI telt 261 inwoners (volkstelling 2010).